# Ferrofluido
Los ferrofluidos se componen de partículas ferromagnéticas suspendidas en un fluido portador, que comúnmente es un solvente orgánico o agua. Las nanopartículas (partículas microscópicas) ferromagnéticas están recubiertas de un surfactante (sustancias que influyen por medio de la tensión superficial; el término surfactante es un anglicismo, tomado de la palabra surfactant, que a su vez proviene de «Surface active agent») para impedir su aglomeración a causa de las fuerzas magnéticas y de van der Waals. Los ferrofluidos, a pesar de su nombre, no presentan  ferromagnetismo, pues no retienen su magnetización en ausencia de un campo aplicado de manera externa. De hecho, los ferrofluidos muestran paramagnetismo y normalmente se identifican como "superparamagnéticos" por su gran susceptibilidad magnética. Un auténtico fluido ferromagnético es difícil de crear en la actualidad, requiriendo elevadas temperaturas y levitación electromagnética.

## Historia
Los ferrofluidos aparecieron en la segunda mitad del siglo XX. No existen en la naturaleza, por lo que hubo que sintetizarlos. 
La primera aproximación de fluidos magnéticos (o ferrofluidos) se llevó a cabo en el siglo XVIII por Gowin Knight que preparó un fluido formado por finas partículas de hierro en el agua. Sin embargo, no se puede hablar de una verdadera síntesis de ferrofluido hasta 1963. Stephen Papell fue quien hizo esta síntesis mezclando queroseno (esencia) y magnetita en polvo (gasolina) en presencia de ácido oleico ( tensioactivo). A continuación, con el fin de obtener nanopartículas, molió durante 10 meses el líquido. El objetivo era producir un líquido de propulsión para cohetes en ausencia de gravedad. Esa fue la primera vez que se creó un ferrofluido estable.
Los trabajos de Rosenzweig condujeron a una mejora del proceso, lo que permitió obtener un ferrofluido más concentrado y magnético. Y dio lugar a una producción industrial y a la comercialización de los ferrofluidos, en un principio, esencialmente por la empresa Ferrofluidics. Desde entonces, la investigación científica proporciona avances diarios en la síntesis de ferrofluidos.

## Descripción del ferrofluido

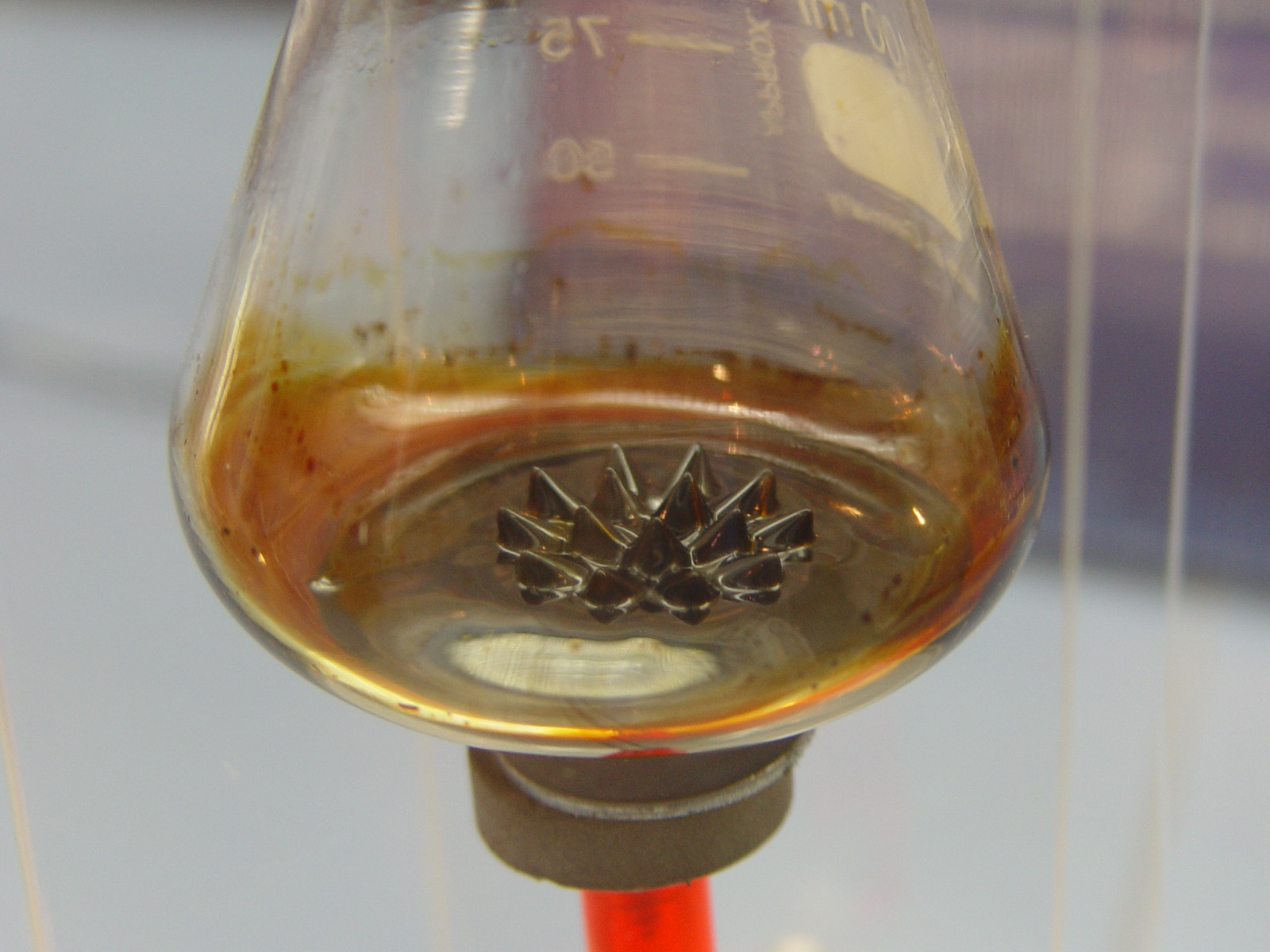
Un fluido bajo la influencia de un imán.

Los ferrofluidos se componen de partículas ferromagnéticas microscópicas, normalmente magnetita, hematita o algún otro compuesto con contenido de Fe2+ o Fe3+. Las nanopartículas típicamente son del orden de 10 nm. Esto es lo suficientemente pequeño para que la agitación térmica las distribuya uniformemente dentro del fluido portador, así como para contribuir a la respuesta magnética general del fluido. Esto es análogo a la forma como los iones de una solución salina acuosa paramagnética (por ejemplo, una solución acuosa de sulfato de cobre o cloruro de manganeso) le confieren dichas propiedades paramagnéticas. 
Un verdadero ferrofluido es estable; esto significa que las partículas sólidas no se aglomeran o separan en fase, aun bajo la influencia de campos magnéticos muy intensos. Sin embargo, el surfactante tiende a descomponerse al paso del tiempo (algunos años) y eventualmente las nanopartículas se aglomeran y separan, dejando de contribuir a la respuesta magnética del fluido.

### Inestabilidad bajo campo normal

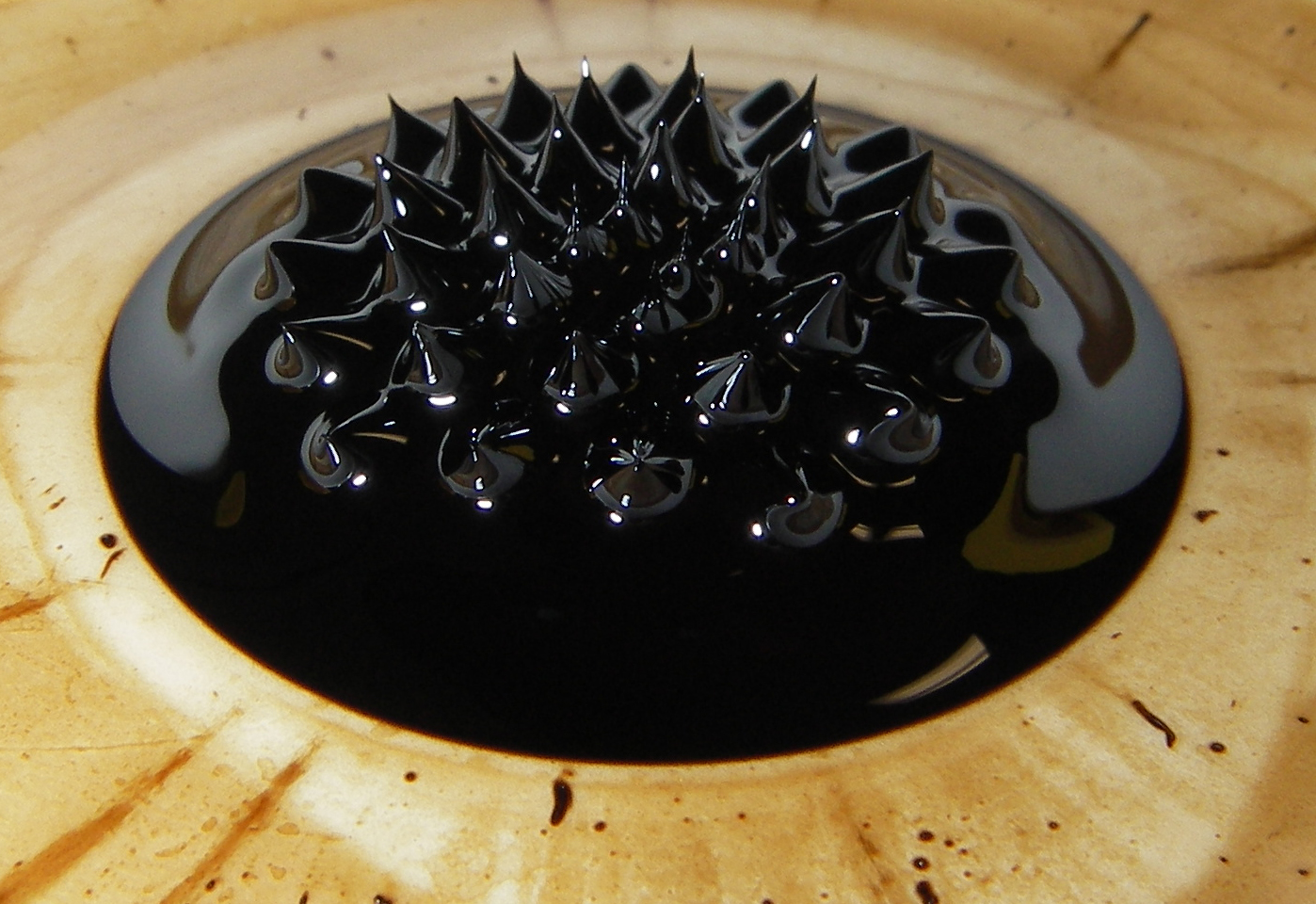
Un ferrofluido en un campo magnético demostrando inestabilidad bajo campo normal causada por un imán de neodimio bajo el plato.

Al someter un fluido paramagnético a un campo magnético vertical de suficiente intensidad, la superficie espontáneamente forma un patrón corrugado muy regular. Este notable efecto es conocido como inestabilidad bajo campo normal. La formación corrugada incrementa la energía gravitacional y de superficie libre del líquido, pero reduce la energía magnética. Las formaciones aparecen únicamente al exceder un valor crítico para el campo magnético, cuando la reducción de energía magnética sobrepasa el incremento en energía de superficie y gravitación. Los ferrofluidos tienen una susceptibilidad magnética muy elevada y el campo magnético crítico requerido para la aparición de patrones corrugados puede alcanzarse con un pequeño imán.

### Surfactantes comunes para ferrofluidos
Los ferrofluidos pueden contener:
- ácido oleico
- hidróxido de tetrametilamonio
- ácido cítrico
- lecitina de soja

## Usos

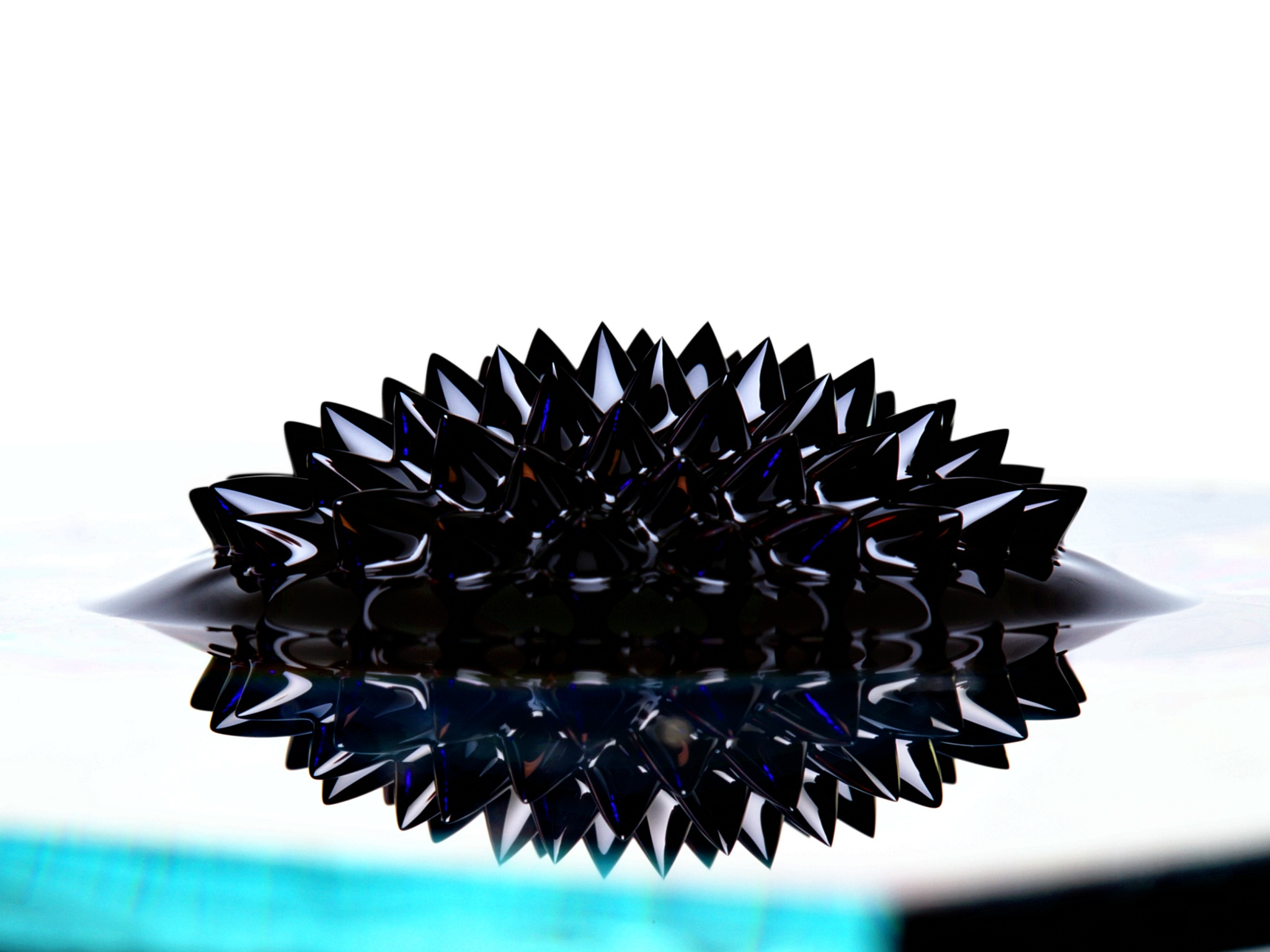
Ferrofluido bajo la influencia de un campo magnético intenso.

Los ferrofluidos suelen utilizarse en altavoces para disipar el calor entre la bobina y el imán, así como amortiguar pasivamente el movimiento del cono. Residen en lo que normalmente sería el hueco alrededor de la bobina, siendo mantenidos en posición por el imán del altavoz. Ya que los ferrofluidos son paramagnéticos, obedecen la ley de Curie, reduciéndose su magnetismo al elevarse la temperatura. Un imán de gran potencia que se coloque cerca de la bobina (que produce calor) tenderá a atraer el ferrofluido frío con más intensidad que el caliente, forzando el movimiento del fluido caliente hacia el elemento de disipación térmica. Esto constituye un eficiente método de enfriamiento que no requiere aportación energética adicional.
De manera similar, los ferrofluidos se emplean para formar sellos líquidos que rodean las flechas giratorias de los discos duros.
También poseen propiedades reductoras de la fricción. Si se aplican a la superficie de un imán de gran potencia, tal como los fabricados en neodimio, el imán podrá deslizarse sobre superficies lisas con un mínimo de resistencia.

### Industrial
La compañía Matsushita Electric Industry produjo una impresora capaz de imprimir 5 páginas por minuto, utilizando tinta de ferrofluido.

### Defensa
La Fuerza Aérea de los Estados Unidos introdujo una pintura absorbente de radar hecha de substancias ferrofluidas y no magnéticas. El material contribuye a reducir la sección cruzada de radar de los aviones, reduciendo la reflexión de ondas electromagnéticas.

### Aeroespacial
La NASA ha experimentado con el uso de ferrofluidos en un bucle cerrado como el corazón de un sistema de control de nivel para vehículos espaciales. Se aplica un campo magnético a un bucle de ferrofluido para cambiar el momento angular e influir en la rotación del vehículo.

### Medición
Los ferrofluidos tienen numerosas aplicaciones en óptica por sus propiedades refractivas; esto debido a que cada partícula micromagnética refleja luz. Estas aplicaciones incluyen la medición de la viscosidad específica de un líquido colocado entre un polarizador y un analizador, iluminados por un láser de helio-neón.

### Medicina
En medicina, un ferrofluido compatible puede emplearse para detección de cáncer. También se utiliza como agente contrastante en las resonancias magnéticas.

### Transferencia de calor
Al imponer un campo magnético a un ferrofluido de susceptibilidad variable, tal como puede presentarse debido a un gradiente de temperatura, se obtiene una fuerza magnética no uniforme, que permite una forma de transferencia térmica llamada convección termomagnética. Esta forma de transferencia es útil cuando el uso de convección convencional es inadecuado; por ejemplo, en dispositivos a microescala o bajo condiciones de gravedad reducida.

### Acústica
En ciertas unidades motrices de transductores electroacústicos se aplica ferrofluido en el entrehierro para aumentar la densidad de flujo magnético en la bobina móvil (factor BL), ayudar a centrar la bobina móvil, amortiguar resonancias y conseguir una distribución térmica uniforme.

### Automotriz
Los amortiguadores de la suspensión de un vehículo pueden llenarse con ferrofluido en lugar de aceite convencional, rodeando todo el dispositivo con un electroimán, permitiendo que la viscosidad del fluido (y por ende la cantidad de amortiguamiento proporcionada por el amortiguador) puedan ser variadas de acuerdo a preferencias del conductor o la cantidad de peso que lleva el vehículo; incluso puede variarse de manera dinámica para proporcionar control de estabilidad. El sistema de suspensión activa MagneRide es un sistema que permite de esta manera alterar el factor de amortiguación en respuesta a las condiciones.

## Ferrofluido casero
Es posible elaborar un sencillo ferrofluido por medio de pequeñas partículas magnéticas mezcladas con aceite mineral, vegetal o automotor (SAE10 u otro tipo de aceite ligero). No se deben utilizar limaduras de hierro pues son demasiado grandes. Las siguientes son buenas fuentes de partículas magnéticas pequeñas:
- polvo de ferrita;
- tóner magnético de impresora láser;
- polvo de inspección magnético, usado en negocios de soldadura;
- partículas de lana de algo quemada;
- partículas raspadas de la superficie de cintas de vídeo;
- partículas extraídas de la arena por medio de un imán y una bolsa de plástico
- tinta magnética, empleada para imprimir cheques.

Una proporción de 1:1 entre aceite y polvo magnético da buenos resultados.
Sin embargo, estos fluidos no tienen buena estabilidad, tendiendo a la acumulación de las partículas y la rápida pérdida de propiedades. Los ferrofluidos profesionales utilizan emulsificantes para suspender partículas magnéticas aceitosas muy finas, de menos de un micrómetro de diámetro (octano o queroseno) en agua.